# كارين برستون
كارين برستون هي متزلجة فنية كندية، ولدت في 8 يوليو 1971 في تورونتو في كندا.

## وصلات خارجية
- كارين برستون على موقع أوليمبيديا (الإنجليزية)